# Rawas
Les Rawas sont une population de la province indonésienne de Sumatra du Sud. Au nombre de 150 000 en 1989, ils vivent dans le kabupaten de Musi Rawas, dans la région d'Ambacang et le long du fleuve Musi. Une partie d'entre eux sont nomades et rangés parmi les Kubu.
Les Rawas sont musulmans et parlent le rawas.
Les Rawas ont donné leur nom à la rivière Rawas, une rivière affluente du Musi.